# Chan Santokhi
Chandrikapersad "Chan" Santokhi (Lelydorp, 3 de febrero de 1959) es un político y exoficial de policía surinamés que se desempeñó como presidente de Surinam desde 2020 hasta 2025 por el Partido de la Reforma Progresista, tras resultar ganador en las elecciones generales de Surinam de 2020. Asumió su cargo el 16 de julio de ese mismo año.

## Carrera policial
Después de terminar la escuela secundaria en Paramaribo, Santokhi recibió una beca para estudiar en los Países Bajos. Desde 1978 hasta 1982, estudió en la Academia de Policía de los Países Bajos en Apeldoorn, Gelderland. Después de terminar sus estudios, Santokhi regresó a Surinam en septiembre de 1982 para trabajar para la policía. Desde la edad de 23 años, Santokhi trabajó como inspector de policía en Wanica hasta que fue nombrado jefe de la policía judicial nacional en 1989. En 1991 fue designado como comisario de policía de Surinam.

## Ministro de Justicia
En septiembre de 2005, Santokhi fue juramentado como ministro de Justicia y Policía en nombre del Partido de la Reforma Progresista. Su periodo como ministro estuvo marcado por una fuerte ofensiva contra el crimen, en particular el narcotráfico y una aplicación rigurosa de la ley y el orden. Debido a esto la gente lo llamaba el sheriff, un apodo que recibió de Desi Bouterse.

## Juicio penal de los Asesinatos de Diciembre
Santokhi que, como comisario de policía, dirigió la investigación de los Asesinatos de Diciembre, hizo en el inicio de su periodo como ministro mucho para que los Asesinatos de Diciembre pudieran ser juzgados. Por ejemplo, Santokhi construyó una sala de tribunal exclusiva para el caso, fuertemente custodiada en Boxel, Domburg. Dado que Santokhi fue el impulso detrás del caso, llegó a tener una potente rivalidad con Desi Bouterse, el principal sospechoso en el caso. El 26 de noviembre de 2007, cuatro días antes del inicio del juicio, Bouterse dijo que Santokhi quería «encarcelarlo y matarlo». Bouterse dijo que todos los intentos anteriores para «eliminarlo» habían fallado y advirtió a Santokhi para ser atento con «sus intenciones de eliminar a Bouterse». Por el momento, el juicio de los Asesinatos de Diciembre todavía continúa.
La aversión de Santokhi a Bouterse fue asociada a menudo con la política anti-Bouterse de los Países Bajos.

## Elecciones presidenciales de 2010
En las elecciones de 2010 Santokhi tuvo, a pesar de ser colocado en un puesto bajo de la lista del Partido de la Reforma Progresista, la segunda mayor cantidad de votos a nivel nacional (Desi Bouterse tuvo la mayor). En julio de ese año fue nombrado candidato a la presidencia en nombre de la combinación política Nieuw Front (el Partido de la Reforma Progresista fue parte del Nieuw Front). El oponente de Santokhi en las elecciones presidenciales fue Desi Bouterse. Debido a que Bouterse colaboró con Ronnie Brunswijk y Paul Somohardjo, su partido político tenía 36 de 51 escaños en la Asamblea Nacional, mientras que el Nieuw Front tenía solo catorce escaños. En consecuencia Bouterse fue elegido como noveno Presidente de Surinam.

## Presidente de CICAD
Santokhi, que desde hace quince años era el representante oficial de la Comisión Interamericana para el Control del Abuso de Drogas (CICAD), fue elegido el 6 de diciembre de 2010 como presidente de esta organización por un año. La CICAD es una institución autónoma de la Organización de los Estados Americanos, que coordina la política de drogas del Hemisferio occidental. En 2009 Santokhi fue, también por un año, el vicepresidente de esta organización.

## Presidente del VHP
El 3 de julio de 2011, Santokhi fue elegido presidente del Partido de la Reforma Progresista (VHP). El VHP, que en sus inicios fue un partido solo para los hindustanis, ha crecido, desde el nombramiento de Santokhi como presidente, a un partido abierto a múltiples etnias. El VHP es, según las estadísticas actuales, el segundo partido más grande en Surinam. Actualmente, con 20 escaños en el parlamento, el VHP es el mayor partido de la oposición.

## Elecciones de 2020 y presidencia

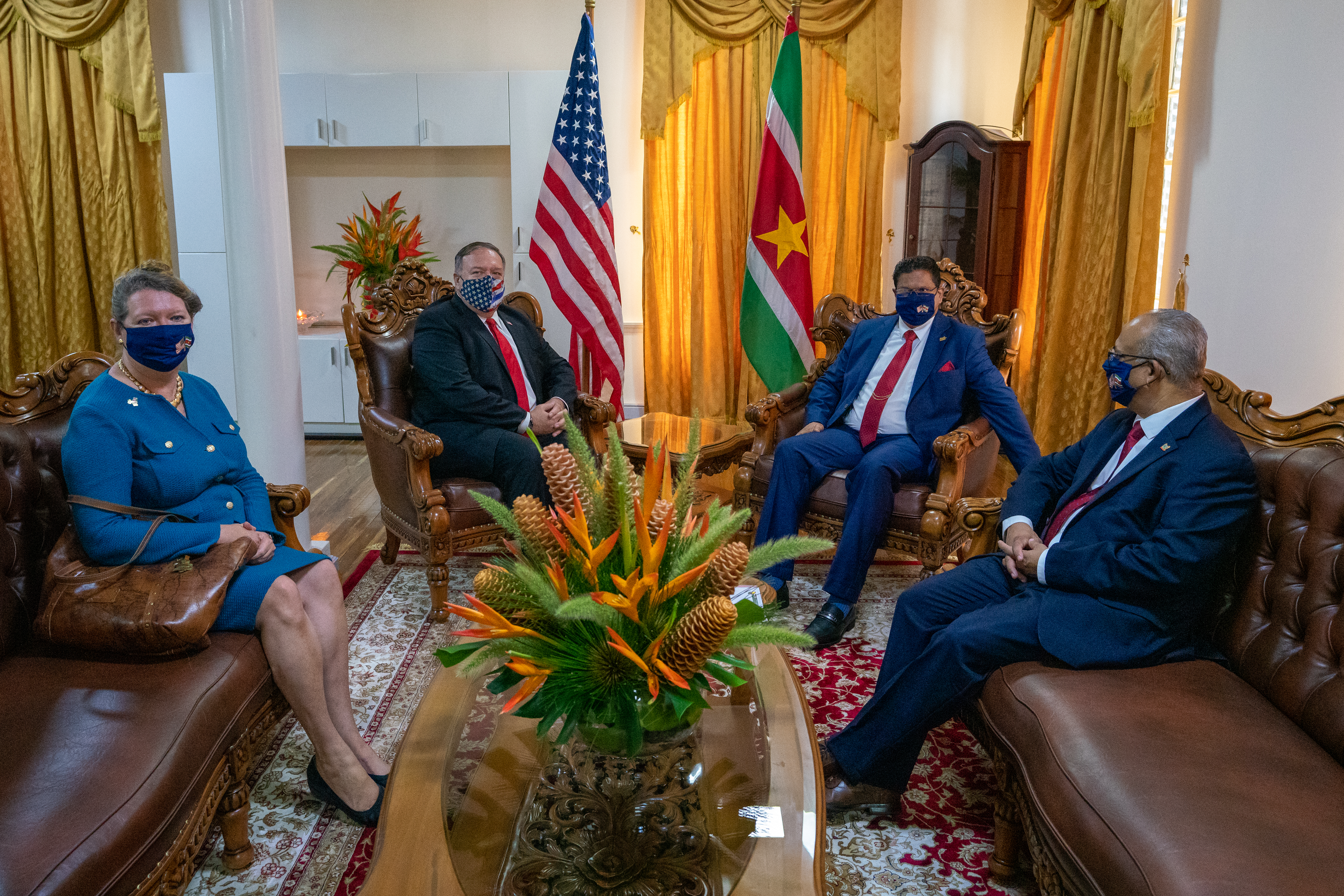
Santokhi con el secretario de Estado de los Estados Unidos, Mike Pompeo, en septiembre de 2020

El 26 de mayo de 2020, los resultados preliminares de las elecciones generales surinamesas de 2020 mostraron que el VHP era el partido más grande y que Chan Santokhi era el candidato más probable para convertirse en el noveno presidente de Surinam. El 30 de mayo, Chan Santokhi anunció su candidatura a la presidencia de Surinam. El 29 de junio, el VHP nominó a Chan Santokhi como su candidato a la Presidencia. El 7 de julio, tras formarse una alianza entre el VHP, el ABOP, el NPS y PL, dichos partidos nominaron oficialmente a Chan Santokhi como presidente de Surinam y a Ronnie Brunswijk como vicepresidente. Ningún otro candidato había sido nominado antes de la fecha límite del 8 de julio de 2020, por lo que el 13 de julio Santokhi fue elegido presidente por aclamación en una elección incontestada en la Asamblea Nacional de Surinam.
 Asumió el cargo de presidente el 16 de julio en la Plaza de la Independencia de Paramaribo en una ceremonia sin público debido a la pandemia de COVID-19.
El gabinete ministerial de Santokhi consta de ocho miembros del VHP, cinco miembros del ABOP, dos miembros del NPS y dos miembros de PL.